# カラーズ 天使の消えた街
『カラーズ 天使の消えた街』（Colors）は、1988年に公開されたアメリカ映画。ショーン・ペン主演。デニス・ホッパー監督作品。全米週末興行収入成績最高位第1位（1988年4月29日 - 5月1日、5月6日 - 8日）。日本語字幕は石田泰子。

## 解説
1987年当時、ロサンゼルスには、600の組織、7万名に及ぶストリートギャングが存在した。ロサンゼルス市警察とロサンゼルス郡保安局には、それぞれギャング対策班が存在し、市警察の対策班をCRASH（Community Resources Against Street Hoodlums、対街頭暴力集団地域資源)、郡保安局の対策班をOSS（Operation Safe Streets Bureau、街頭安全作戦部）という。両対策班には約250人の捜査官が所属した。劇中にはストリートギャングの数人がエキストラとして参加し、CRASH、OSSからは3名の現役捜査官がアドバイザーとして参加した。

## あらすじ
深夜のロサンゼルスでストリートギャング「クリップス」のメンバーが、対立するギャング「ブラッズ」のクレイグを射殺して逃亡する。ロサンゼルス市警のギャング対策班CRASHに配属された新米警官マクガヴァンは手荒な捜査を進めるが、定年を控えるベテラン警官のホッジスはギャングとの対話を重視し、麻薬を所持していた少年までも解放する。その後、解放された少年の名前が麻薬密売事件の容疑者として浮上し、マクガヴァンは普段に増して手荒な捜査を進め少年を逮捕する。少年の供述から、「クリップス」のロケットがクレイグを射殺した実行犯であることを突き止め逮捕に向かうが、警官の一人が誤って別人を射殺してしまう。警察に対する「クリップス」の報復と情報漏洩から、次第にギャング間の抗争へ発展していく。

## キャスト
| 役名                               | 俳優                           | 日本語吹替   | 日本語吹替 |
| 役名                               | 俳優                           | テレビ朝日版 |            |
| ---------------------------------- | ------------------------------ | ------------ | ---------- |
| ダニー・マクガヴァン               | ショーン・ペン                 | 安原義人     |            |
| ボブ・ホッジス                     | ロバート・デュヴァル           | 池田勝       |            |
| ルイーザ・ゴメス                   | マリア・コンチータ・アロンゾ   | 弘中くみ子   |            |
| ロン・デラニー                     | ランディ・ブルックス           | 麦人         |            |
| ラリー・シルヴェスター             | グランド・L・ブッシュ          | 若本規夫     |            |
| ロケット                           | ドン・チードル                 | 郷里大輔     |            |
| バード                             | ヘラルド・メヒア               | 江原正士     |            |
| クレランス・”ハイトップ”・ブラウン | グレン・プラマー               | 中田和宏     |            |
| メリンデス                         | ルディ・ラモス                 | 小島敏彦     |            |
| ベイリー                           | サイ・リチャードソン           | 秋元羊介     |            |
| フロッグ                           | トリニダード・シルヴァ         | 飯塚昭三     |            |
| リード                             | チャールズ・ウォーカー         | 玄田哲章     |            |
| Tボーン                            | デイモン・ウェイアンズ         | 西村知道     |            |
| コック                             | フレッド・アスパラガス         | 高宮俊介     |            |
| スパンキー                         | ブルース・ビーティ             | 沢木郁也     |            |
| ラスティ・ベインズ                 | R・D・コール                   | 千田光男     |            |
| ヤング                             | ローレンス・クック             | 筈見純       |            |
| フェリペ                           | ロメオ・デ・ラン               | 坂本千夏     |            |
| リタ・ガレゴス                     | マリアンヌ・ディアス＝パルトン | 片岡富枝     |            |
| フォスター                         | ヴァージル・フライ             | 渡部猛       |            |
| ホワイティ                         | コートニー・ゲインズ           | 二又一成     |            |
| キラー・ビー                       | レオン                         | 大塚明夫     |            |
| クレイグ夫人                       | ティナ・リフォード             | 達依久子     |            |
| ウィリー・ライト                   | ショーン・マクルモア           | 荒川太朗     |            |
| スネークダンス                     | ナイジェル・ミゲル             | 田中亮一     |            |
| シューター                         | アラン・ムーア                 | 星野充昭     |            |
| シャロン・ロビンス                 | アラ・ソープ                   | 滝沢ロコ     |            |
| ドッグマン                         | ジェフリー・ワシントン         | 荒川太朗     |            |

- テレビ朝日版：初回放送1991年9月22日『日曜洋画劇場』

日本語版制作スタッフ
演出：左近允洋 翻訳：平田勝茂 調整：飯塚秀保 効果：PAG 選曲：猪狩和彦　制作：グロービジョン

## サウンドトラック
1. "Colors" - Ice-T
2. "Six Gun" - Decadent Dub Team
3. "Let The Rhythm Run" - Salt-N-Pepa
4. "Raw" - Big Daddy Kane
5. "Paid In Full (Seven Minutes Of Madness The Cold Cut Re-Mix)" - Eric B. & Rakim
6. "Butcher Shop" - Kool G. Rap & DJ Polo
7. "Mad Mad World" - 7A3
8. "Go On Girl" - Roxanne Shante
9. "A Mind Is A Terrible Thing To Waste" - MC Shan
10. "Everywhere I Go (Colors)" - Rick James

## 評価
レビュー・アグリゲーターのRotten Tomatoesでは38件のレビューで支持率は76%、平均点は6.60/10となった。Metacriticでは15件のレビューを基に加重平均値が66/100となった。